# I ragazzi del Vesuvio
I ragazzi del Vesuvio è un film-inchiesta di Giuseppe Ferrara del 2010, co-prodotto e trasmesso da Sky.